# 林壆
林壆（？年—？年），字茂貞，福建福州府侯官县人，民籍。明朝政治人物。

## 生平
正德十四年（1519年）己卯科福建鄉試舉人，嘉靖五年（1526年）丙戌科三甲六十三名進士，授浙江淳安县知县，升太仓州知州，官终雲南臨安府知府。